# Knooppunt Groot-Bijgaarden
De verkeerswisselaar van Groot-Bijgaarden is een Belgische verkeerswisselaar van twee knooppunten. Het ene knooppunt is tussen de A10/E40 en de Brusselse Ring R0 nabij Groot-Bijgaarden, een deelgemeente van Dilbeek, het andere is tussen de R0 en de Pontbeeklaan, N9, in Asse (deelgemeente Zellik). Het knooppunt heeft kenmerken van een turbineknooppunt en een sterknooppunt en heeft tussen beide knooppunten langswegen om alle verkeersbewegingen mogelijk te maken. De verkeerswisselaar is een belangrijk aansluitingspunt tussen Brussel en het oosten van België met de E40 en de westelijke provincies Oost- en West-Vlaanderen. Ten oosten van het knooppunt gaat de A10 over in een gewone weg, en loopt de weg via de Keizer Karellaan en de R20 langs Koekelberg naar het centrum van Brussel.
| Aansluitende wegen               | Aansluitende wegen                  | Aansluitende wegen          | Aansluitende wegen | Aansluitende wegen                                                         |
| -------------------------------- | ----------------------------------- | --------------------------- | ------------------ | -------------------------------------------------------------------------- |
|                                  |                                     |                             |                    | richting Luchthaven Zaventem Antwerpen (A12/E19) Luik (E40) / Namen (E411) |
|                                  |                                     |                             |                    |                                                                            |
| richting Aalst / Gent / Oostende | (R20) richting Koekelberg / Brussel |                             |                    |                                                                            |
|                                  |                                     |                             |                    |                                                                            |
|                                  |                                     | richting Charleroi / Bergen |                    |                                                                            |

Aalbeke · Antwerpen-Centrum · Antwerpen-Haven · Antwerpen-Noord · Antwerpen-Oost · Antwerpen-West · Antwerpen-Zuid · Arquennes · Battice · Beaufays · Beveren · Bois-d'Haine · Brugge · Cerexhe · Charleroi-Nord · Charleroi-Sud · Cheratte · Daussoulx · Destelbergen · Doornik · Familleureux · Fexhe-Slins · Gent-Centrum · Gouy · Grâce-Hollogne · Groot-Bijgaarden · Hautrage · Hauts-Sarts · Heppignies · Heverlee · Hoog-Itter · Houdeng-Goegnies · Jabbeke · Jemappes · Kortrijk-West · Kortrijk-Zuid · Leonardkruispunt · Loncin · Lummen · Machelen · Marcinelle · Marquain · Merelbeke · Moorsele · Neufchâteau · Ranst · Sint-Stevens-Woluwe · Strombeek-Bever · Thiméon · Ville-sur-Haine · Vottem · Wilrijk-Valaar · Zaventem · Zwijnaarde